# Investment grade
Les titres investissables ou investment grade correspondent aux obligations émises par les emprunteurs qui reçoivent une note allant de AAA à BBB- par les agences de notation, selon l'échelle de Standard & Poor's. Elles s'opposent aux "non-investment grade", également appelées "speculative grade" ou "high yield" ("haut rendement"), bien plus risquées mais conférant un retour plus substantiel (notes allant de BB+ à D selon Standard & Poor's). Les obligations "Investment grade" répondent à un niveau de risque faible par comparaison avec les obligations "high yield".